# Émile Allais
Émile Allais (Megève, Alta Saboia, 25 de fevereiro de 1912 — Sallanches, 17 de outubro de 2012) foi um esquiador alpino francês.
Foi vencedor da medalha de Bronze no Combinado em Garmisch-Partenkirchen 1936 e foi Campeão Mundial em todas as disciplinas.